# Steven Fox
Steven Fox (14 januari 1991) is een Amerikaanse golfer.
Steven Fox is de zoon van Alan en Maureen Fox, die beiden basketbalspelers waren, hij beroepsmatig, zij voor de Long Island Universiteit. Steven studeert sinds 2009 Business Management aan de Universiteit van Tennessee.

## Amateur
Steven Fox werd beroemd toen hij in 2012 het US Amateur Kampioenschap won. Hij ahad zich voor deelname gekwalificeerd door met 17 spelers een strokeplay play-off te spelen en zo de 63ste van 64 plaatsen te veroveren. Als winnaar van het toernooi werd hij uitgenodigd voor de volgende Masters, Brits Open en US Open. De enige voorwaarde is dat hij dan nog amateur moet zijn.

### Gewonnen
- 2009: Wally Invitational, Craig Rudolph Memoria
- 2011: TGA Match Play Champion
- 2012: US Amateur

### Teams
- Eisenhower Trophy: 2012 (winnaars)